# 船橋 (世田谷区)
船橋（ふなばし）は、東京都世田谷区の地名。住居表示実施済み。現行行政地名は船橋一丁目から船橋七丁目。住居表示実施済区域。

## 地理

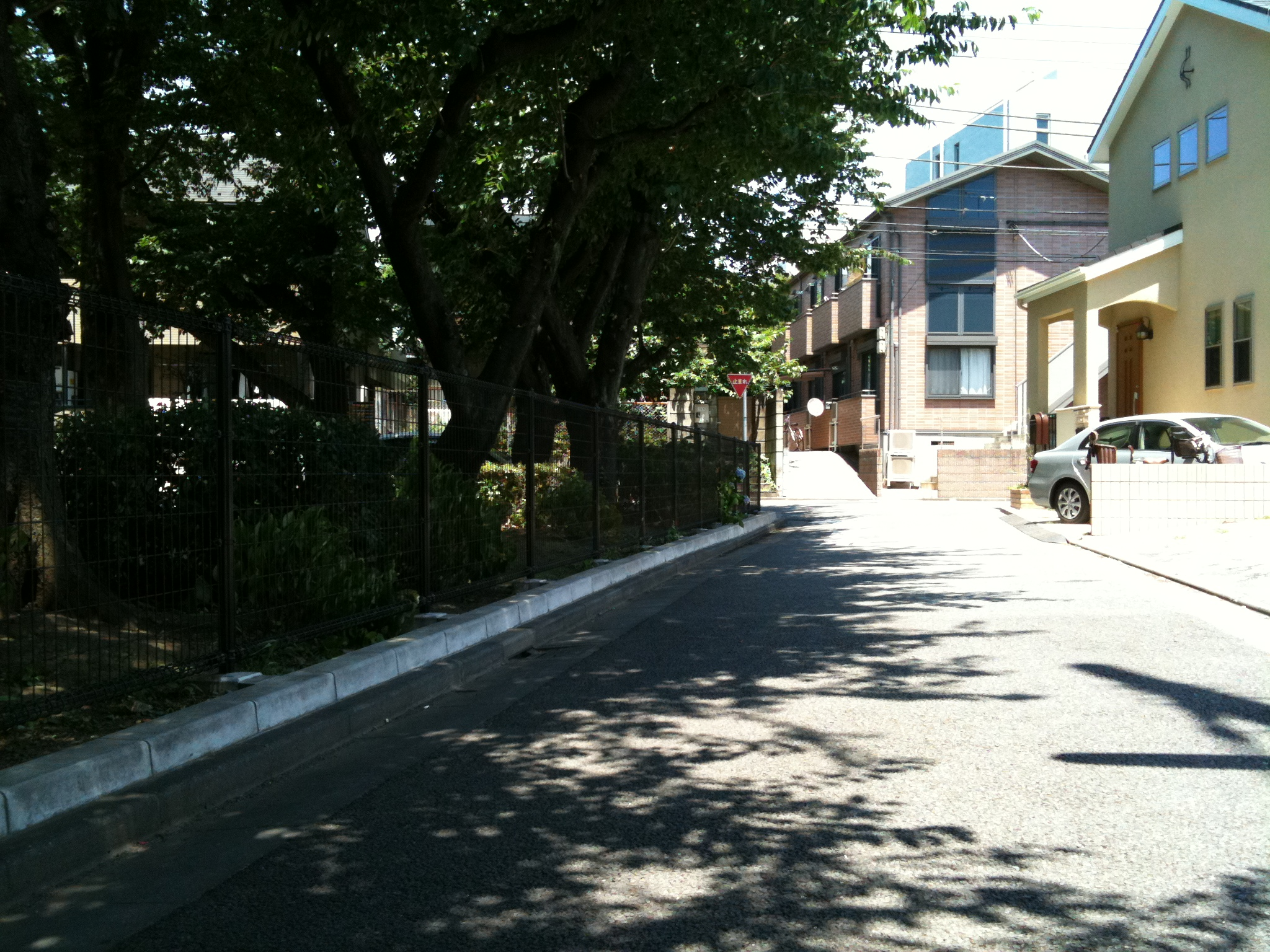
船橋六丁目

船橋は世田谷区中西部に位置し、砧地域に属する。東で経堂、南で桜丘、環八通りを境に西で千歳台、北西の一点で粕谷、北で八幡山、上北沢、桜上水と隣接する。小田急小田原線千歳船橋駅北側、環八通りの東側にあり、同駅周辺や、道沿いには商店が見られる。南北に細長い形をしており、南端の一丁目から北端の七丁目まで数字順に並ぶ。
千歳船橋駅への概ね徒歩圏内は駅南側の桜丘二、五丁目、東側の経堂四丁目と合わせて千歳船橋、ちとふななどと呼ばれている。
一丁目は全体的に商店街が広がっており、東京都道428号高円寺砧浄水場線（荒玉道路、地下に荒玉水道がある）を挟んで二丁目と面している。二・三・四・五丁目は地区中央部の住宅地となっている。北側の東京都道118号調布経堂停車場線周辺の六丁目と七丁目は地内北端にあり、希望ヶ丘（希望丘）と呼ばれる。世田谷区立希望丘公園や周辺の粕谷にある芦花公園(蘆花恒春園)など緑地も多い。

### 地価
住宅地の地価は、2025年（令和7年）1月1日の公示地価によれば、船橋1-45-10の地点で60万5000円/m2、船橋6-17-5の地点で55万円/m2となっている。

## 歴史

### 地名の由来
船橋の地名は文字通り、かつてこの辺りは湿地帯で「船橋」をかけて交通の便を図ったことに由来する。

### 住居表示実施前後の町名の変遷
| 実施後     | 実施年月日   | 実施前（特記なければ各町丁ともその一部） |
| ---------- | ------------ | ---------------------------------------- |
| 船橋一丁目 | 1969年2月1日 | 船橋町、経堂町、世田谷5の各一部          |
| 船橋二丁目 | 1969年2月1日 | 船橋町、廻沢町の各一部                   |
| 船橋三丁目 | 1969年2月1日 | 船橋町の一部                             |
| 船橋四丁目 | 1969年2月1日 | 船橋町、廻沢町の各一部                   |
| 船橋五丁目 | 1969年2月1日 | 船橋町、八幡山町の各一部                 |
| 船橋六丁目 | 1969年2月1日 | 船橋町、八幡山町の各一部                 |
| 船橋七丁目 | 1969年2月1日 | 船橋町、廻沢町の各一部                   |

## 世帯数と人口

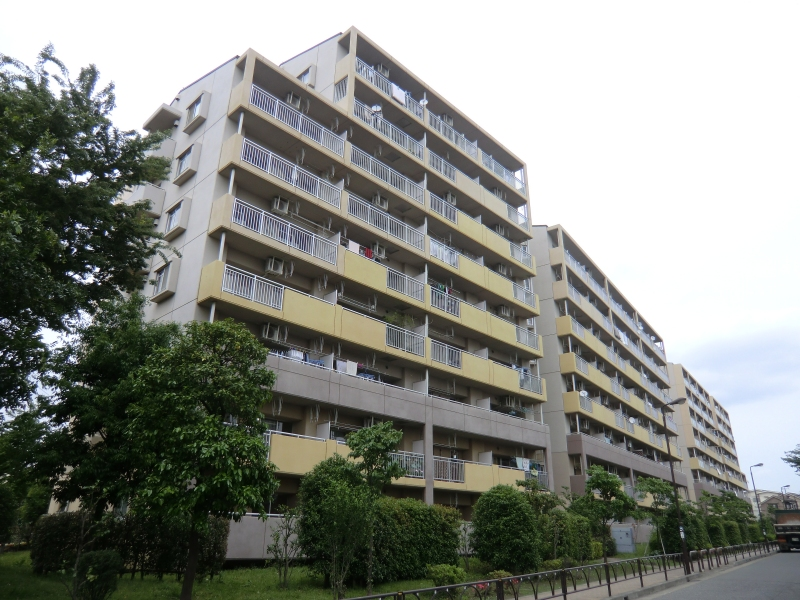
フレール西経堂

2025年（令和7年）1月1日現在（世田谷区発表）の世帯数と人口は以下の通りである。
| 丁目       | 世帯数     | 人口     |
| ---------- | ---------- | -------- |
| 船橋一丁目 | 3,001世帯  | 5,230人  |
| 船橋二丁目 | 1,190世帯  | 2,365人  |
| 船橋三丁目 | 1,866世帯  | 4,077人  |
| 船橋四丁目 | 1,564世帯  | 3,300人  |
| 船橋五丁目 | 2,426世帯  | 5,034人  |
| 船橋六丁目 | 1,568世帯  | 3,066人  |
| 船橋七丁目 | 2,363世帯  | 4,231人  |
| 計         | 13,978世帯 | 27,303人 |

### 人口の変遷
国勢調査による人口の推移。
| 年                 | 人口   |
| ------------------ | ------ |
| 1995年（平成7年）  | 20,924 |
| 2000年（平成12年） | 21,977 |
| 2005年（平成17年） | 23,157 |
| 2010年（平成22年） | 24,169 |
| 2015年（平成27年） | 26,606 |
| 2020年（令和2年）  | 27,713 |

### 世帯数の変遷
国勢調査による世帯数の推移。
| 年                 | 世帯数 |
| ------------------ | ------ |
| 1995年（平成7年）  | 9,884  |
| 2000年（平成12年） | 10,704 |
| 2005年（平成17年） | 11,313 |
| 2010年（平成22年） | 11,880 |
| 2015年（平成27年） | 12,860 |
| 2020年（令和2年）  | 13,530 |

## 学区
区立小・中学校に通う場合、学区は以下の通りとなる（2024年8月現在）。
| 丁目       | 番地                                      | 小学校                 | 中学校                   |
| ---------- | ----------------------------------------- | ---------------------- | ------------------------ |
| 船橋一丁目 | 全域                                      | 世田谷区立船橋小学校   | 世田谷区立船橋希望中学校 |
| 船橋二丁目 | 全域                                      | 世田谷区立船橋小学校   | 世田谷区立船橋希望中学校 |
| 船橋三丁目 | 1～20番                                   | 世田谷区立船橋小学校   | 世田谷区立船橋希望中学校 |
| 船橋三丁目 | 21〜26番                                  | 世田谷区立希望丘小学校 | 世田谷区立船橋希望中学校 |
| 船橋四丁目 | 1～19番                                   | 世田谷区立希望丘小学校 | 世田谷区立船橋希望中学校 |
| 船橋四丁目 | 20〜43番                                  | 世田谷区立船橋小学校   | 世田谷区立船橋希望中学校 |
| 船橋五丁目 | 1～16番 18～25番 26番8号～最終号 27～35番 | 世田谷区立経堂小学校   | 世田谷区立緑丘中学校     |
| 船橋五丁目 | 17番 26番1〜7号                           | 世田谷区立希望丘小学校 | 世田谷区立船橋希望中学校 |
| 船橋六丁目 | 全域                                      | 世田谷区立希望丘小学校 | 世田谷区立船橋希望中学校 |
| 船橋七丁目 | 全域                                      | 世田谷区立希望丘小学校 | 世田谷区立船橋希望中学校 |

## 交通

### 鉄道
| 街区内の駅                         | 近隣の駅                                                |
| ---------------------------------- | ------------------------------------------------------- |
| 小田急小田原線 - 千歳船橋駅(OH 12) | 京王線 - 八幡山駅(KO 10) 小田急小田原線 - 経堂駅(OH 11) |

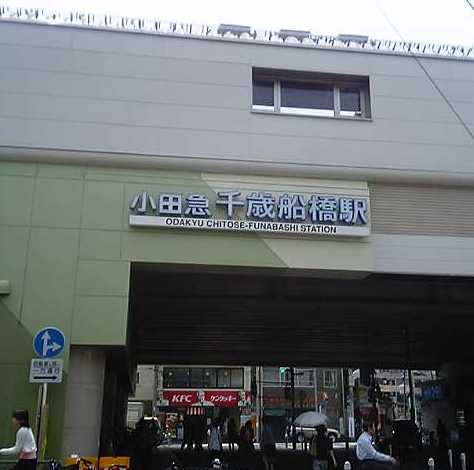
千歳船橋駅

- エイトライナー ｰｰｰ 同地区を対象とした路線構想

地区の大部分が小田急小田原線千歳船橋駅が最寄り駅となる。東側の一部は経堂駅が、北側の一部は京王線八幡山駅が最寄り駅となる地区もある。

### バス
千歳船橋駅から発着する各社の路線バスを利用することができる。
北側（千歳船橋駅バス停）から発着
- 歳21（小田急）成城学園前駅西口～千歳船橋駅
- 歳22（小田急）千歳船橋駅～希望ヶ丘団地～千歳船橋駅
- 歳23（京王）千歳船橋駅～千歳烏山駅
- 歳25（小田急）千歳船橋駅～希望ヶ丘団地
- 経01（小田急）経堂駅～千歳船橋駅
- 梅01（小田急）梅ヶ丘駅北口～千歳船橋駅
- 丘22（京王）千歳船橋駅～つつじヶ丘駅北口

南側（千歳船橋バス停）から発着
- 渋23（東急）渋谷駅～祖師ヶ谷大蔵駅
- 園01（東急）千歳船橋～田園調布駅
- 用01（東急）用賀駅～祖師ヶ谷大蔵駅
- 等11（東急）等々力操車所～祖師ヶ谷大蔵駅

### 道路
- 東京都道311号環状八号線（環八通り）
- 東京都道118号調布経堂停車場線
- 東京都道428号高円寺砧浄水場線 (荒玉水道道路)
- 千歳通り（世田谷区道だが環八通りと世田谷通りを短絡しており交通量は多い）
- 烏山緑道
- 森繁通り

## 事業所
2021年（令和3年）現在の経済センサス調査による事業所数と従業員数は以下の通りである。
| 丁目       | 事業所数  | 従業員数 |
| ---------- | --------- | -------- |
| 船橋一丁目 | 248事業所 | 1,592人  |
| 船橋二丁目 | 34事業所  | 573人    |
| 船橋三丁目 | 27事業所  | 233人    |
| 船橋四丁目 | 50事業所  | 663人    |
| 船橋五丁目 | 72事業所  | 834人    |
| 船橋六丁目 | 77事業所  | 1,307人  |
| 船橋七丁目 | 38事業所  | 578人    |
| 計         | 546事業所 | 5,780人  |

### 事業者数の変遷
経済センサスによる事業所数の推移。
| 年                 | 事業者数 |
| ------------------ | -------- |
| 2016年（平成28年） | 594      |
| 2021年（令和3年）  | 546      |

### 従業員数の変遷
経済センサスによる従業員数の推移。
| 年                 | 従業員数 |
| ------------------ | -------- |
| 2016年（平成28年） | 5,590    |
| 2021年（令和3年）  | 5,780    |

### 主な企業
- 東京映画
- 未來社

## 施設

### 病院
- 有隣病院

### 学校
- 東京都立千歳丘高等学校
- 大東学園高等学校
- 恵泉女学園中学校・高等学校
- 世田谷区立船橋希望中学校
- 世田谷区立希望丘小学校
- 世田谷区立船橋小学校

### 公共施設
- 世田谷区立桜丘図書館(隣接する桜丘に所在)
- 世田谷区立希望丘公園
- 世田谷区立千歳温水プール

### 住宅
- 都営船橋4丁目アパート
- 希望ヶ丘団地
- 世田谷船橋郵政宿舎

### 店舗
- 千歳書店
- ゴルフ5世田谷店
- サミット世田谷船橋店
- デニーズ千歳船橋店
- 神戸屋レストラン芦花公園店

### 郵便局
- 千歳船橋駅前郵便局
- 世田谷船橋郵便局

船橋全域の郵便集配業務は千歳郵便局 (東京都)が行っている。

## その他

### 日本郵便
- 郵便番号 : 156-0055[2]（集配局 : 千歳郵便局[14]）。